# 汉语译制片
汉语译制片，指把電影或電視劇的某種語言的对白或旁白，译成某種汉语并重新配音的譯制片，例如把第一部汉语译制片是1948年1月8日在大上海大戏院公映的意大利影片《一舞难忘》，由王文涛等二十几名华侨译制配音。1949年5月， 东北电影制片厂（今长春电影制片厂）译制的苏联影片《普通一兵》是中华人民共和国的第一部译制片。亦有漢語方言之間互譯的，例如文革時文化下鄉，把國語片譯制為當地話。

## 吳語片
為電影重新配音，於電視台某節目專門播映的節目有：宁波电视台《阿國電影》

## 粵語片
無綫電視外購台灣劇集、外購日本動畫、外購美國電影分別把官話、日語、英語譯制為粵語。

## 相关條目
- 译制片